# 케이아이엔엑스
주식회사 케이아이엔엑스(이하 KINX)는 대한민국의 인터넷 인프라 전문 B2B 기업으로, 가비아의 자회사이다. 대한민국 유일의 중립적 IX(Internet eXchange, 인터넷 회선 연동)를 기반으로 IDC(Internet Data Center, 인터넷 데이터 센터), CDN(Contents Delivery Network, 콘텐츠 전송 네트워크), 클라우드(클라우드 컴퓨팅) 등 인터넷 네트워크 및 서비스를 제공하고 있다. 본사는 경기도 과천시 과천대로7나길 34에 있으며 2020년 현재 126명이 근무하고 있다.

## 주요 서비스

### IX(Internet eXchange, 인터넷 회선 연동)
국내외 40여 ISP(인터넷 서비스 제공자) 및 CP(콘텐츠 제공자)와 연동된 대한민국 유일의 L2(Layer2) 기반 중립적 IX로, 사용자들은 연동 대상과 트래픽을 자율적으로 결정할 수 있다. 홍콩과 일본에 PoP(Points of Presence)을 구축해 해외사업자와의 연동을 강화하고 있다.

### IDC(Internet Data Center,인터넷 데이터 센터)
도곡동의 자체 IDC를 비롯해 분당, 가산, 상암 등 총 네 개의 IDC를 운영하고 있으며, 모두 고객에게 특정 회선을 강제하지 않는 중립적 IDC이다. 누적 가입자 수가 1억4000만 명에 달하는 메신저 애플리케이션 '카카오톡'을 개발한 카카오 등에 IDC 서비스를 제공 중이다.

### CDN(Contents Delivery Network,콘텐츠 전송 네트워크)
국내외 ISP들과 연동된 자체 IX를 기반으로 대용량의 콘텐츠를 빠르고 안정적으로 전송한다. 다운로드, 스트리밍, 캐시 서비스를 제공하며 특히 다운로드 서비스의 경우 P2P 인프라를 보유하고 있다. 컴투스, 네오위즈게임즈 등 유저에게 대용량 파일을 전송해야 하는 게임사와 한국경제TV, 파이낸셜뉴스 등 실시간 스트리밍을 필요로 하는 언론사 등이 주요 고객이다.

#### 미디버스
KINX가 자체 개발한 동영상 관리 솔루션이다. 업로드, 인코딩, 배포, 분석 등 동영상 콘텐츠의 관리와 전송에 필요한 모든 기능을 한 번에 제공한다. 자체 CDN을 적용했기 때문에 긴급 상황에 빠르게 대처할 수 있다는 특장점을 가지고 있다. 영상 처리에 특화된 GPU 그래픽 카드를 사용해 대용량 동영상도 빠르게 인코딩하며, 편리하고 직관적인 UI를 통해 엔지니어가 없이도 동영상을 손쉽게 관리할 수 있도록 했다.

### 클라우드(Cloud,클라우드 컴퓨팅)
2012년부터 대한민국 최초 오픈스택 기반의 퍼블릭 클라우드 'IXcloud'를 운영 중이며 기업과 공공기관 등을 대상으로 한 프라이빗 클라우드 구축지원 사업을 병행하고 있다. 2011년 앱센터운동본부와의 제휴를 통해 모바일 앱 개발자들에게 클라우드 환경을 무상으로 제공했으며, 2014년 네오위즈게임즈가 운영하는 스타트업 발굴 및 지원 프로그램 '네오플라이'와 MOU를 체결하고 게임 개발부터 서비스 일부 시점까지 스타트업 기업에 클라우드 인프라를 무상지원했다. 2016년 미래창조과학부 주최 ‘2016 K-ICT 클라우드 대상’에서 우수 클라우드 기업으로 선정돼 장관상을 받았다.

### 클라우드 허브
AWS, MS, 구글, IBM, 텐센트, 오라클, 네이버 클라우드 등 국내외 유수 클라우드 업체와의 전용회선 파트너십을 기반으로 한 클라우드 전용 플랫폼이다. 클라우드와 데이터센터를 함께 사용하는 하이브리드 클라우드, 다수 클라우드 사업자의 서비스를 혼용하는 멀티 클라우드 서비스를 제공한다. 클라우드 허브 사용자는 클라우드마다 별도의 전용회선을 구축할 필요가 없으며, 한 번의 연결만으로 여러 클라우드를 관리할 수 있다.

#### AWS 다이렉트 커넥트
AWS 서비스와 사용자의 서비스자원 간 전용 사설 네트워크를 구성한다. KINX는 대한민국 최초의 AWS 다이렉트 커넥트 로케이션 제공사업자이자 DX 파트너이다. 크라우드 펀딩 플랫폼 텀블벅, 아웃도어 브랜드 K2  등의 고객사를 보유하고 있다.

#### MS Azure 익스프레스 라우트
Azure 데이터센터와 사용자의 서비스자원을 전용회선으로 연결한다. Office 365, SKYPE, CRM 온라인과 같은 마이크로소프트의 다른 서비스와도 빠르게 연결 가능하다. KINX는 익스프레스 라우트 파트너로, KINX의 데이터센터를 통해 MS Azure 와 연결해 데이터를 빠르고 안정적으로 전송할 수 있다.

#### Google 클라우드 인터커넥트
온프레미스 네트워크와 구글 클라우드 네트워크를 높은 가용성과 낮은 레이턴시로 연결하는 서비스이다. 하이브리드·멀티 클라우드 구성, 대용량 데이터 전송, 전송 품질 관리 등의 목적에 적합하다.

#### IBM 다이렉트 링크
사설 네트워크를 통해 IBM 클라우드 데이터센터와 사용자의 서비스자원을 연결한다. 전 세계 IBM 클라우드 데이터센터로부터의 수신 트래픽이 무상 제공되기 때문에 해외 지사와의 데이터 전송이 빈번한 외국계 기업에 특히 적합하다. KINX는 IBM 클라우드 다이렉트 링크 데디케이티드 및 클라우드 다이렉트 링크 익스체인지 파트너로서 IBM 서울 PoP을 구축하고 IBM 라우터로의 연결을 제공한다. 수도권 내 모든 KINX 데이터센터에서 IBM 다이렉트 링크를 사용할 수 있다.

#### 텐센트 다이렉트 커넥트
텐센트 클라우드와 서비스자원을 전용회선으로 연결한다. KINX는 텐센트 다이렉트 커넥트 로케이션이자 연결 파트너로서 전용회선을 통해 텐센트 클라우드와의 최단 거리 연결을 보장하며, 사용자는 한 번에 전 세계 여러 지역의 텐센트 클라우드 컴퓨팅 리소스에 접근해 하이브리드 클라우드를 구현할 수 있다.

#### 오라클 패스트 커넥트
Oracle Cloud를 고객의 서비스자원(On-premise, IDC 코로케이션)과 전용회선으로 연결한다. KINX는 아시아태평양(APAC) 리전의 오라클 패스트커넥트 네트워크 및 데이터센터 서비스 제공업체로서 Oracle 패스트커넥트와 최단거리의 네트워크로 연결을 제공한다. 오라클 클라우드 고객은 아시아 내 로케이션부터 세계 클라우드 데이터, 애플리케이션까지 안정적 네트워크 연결을 확보할 수 있다.

#### NCP 클라우드 커넥트
네이버 클라우드 플랫폼과 사용자의 온프레미스 자원 간 직접 통신을 지원한다. KINX는 국내 유일의 네이버 클라우드 커넥트 로케이션이다. 전용회선을 사용하기 때문에 연결된 네트워크의 모든 경로를 제어할 수 있고, 공용 인터넷에 노출되지 않아 중요 데이터를 보호할 수 있다.

#### IXcloud KDX
KINX의 자체 클라우드 서비스인 IXcloud를 사용자 서비스자원과 전용회선으로 연결한다. 퍼블릭 클라우드의 장점(저렴한 초기 구축 비용, 유연한 자원관리)과 물리 자원의 장점(높은 보안 수준, 데이터 안정성), 프라이빗 클라우드의 장점(독립적인 인프라 통제권)을 살려 인프라를 효율적으로 구성할 수 있다.

### 디도스방어
500Gbps의 인터넷 연동망을 기반으로 하는 디도스 방어 서비스 'K-CLEAN'을 운영한다. 디도스 방어, 디도스 예방, 디도스 방어 시스템 구축 등의 서비스를 제공하고 있다.

### 중국향 인터넷 서비스
중국 차이나텔레콤과의 제휴를 통해 2015년 8월부터 중국향 인터넷 서비스 '차이나 다이렉트 커넥트'를 제공 중이다. 현지에 직접 진출하지 않아도 한국에 있는 KINX의 인터넷 데이터 센터에 입주해 차이나텔레콤의 고품질 중국향 회선을 사용할 수 있다.

### 일본 전용회선 서비스
KINX의 도쿄 PoP과 이중으로 연결된 해저 케이블을 제공하는 일본 전용 국제회선 서비스이다. 패킷 손실이 발생하는 공용 국제 회선보다 안정적이며, 비용 부담이 큰 CDN보다 효율적이다. 일본 전 지역에서 고른 응답 속도를 자랑한다.

## 역사
인터넷 초창기, IX 부재로 인해 대한민국에서 발생한 인터넷 트래픽(이하 트래픽)은 해외 IX를 경유해야 했다. 비용 발생과 네트워크 품질 저하라는 비효율성 문제에 더해 트래픽이 급증하며 IX 구축의 필요성이 대두되자 한국전산원은 1995년 대한민국 최초의 IX인 KIX(Korea Internet eXchange)를 구축, 운영했으나 역할 수행의 한계로 인해 IX를 민간에 이관했다. 1996년 12월 한국통신(현 KT)이 KTIX(Korea Telecom Internet eXchange)를, 데이콤(현 LG유플러스)이 DIX(Dacom Internet eXchange)를 운영하게 됐으나 가격 급등 등의 문제가 발생한다. 이에 한국통신과 데이콤을 제외한 16개 ISP(인터넷 서비스 제공자)가 1998년 '한국인터넷연동 문제해결을 위한 ISP사업자모임'을 주최했으며 이는 한국인터넷연동협의회로 이어진다. 한국인터넷연동협의회는 1999년 6월 중립적 IX인 KINX(Korea Internet Neutral eXchange) 운영센터 개소에 이어 2000년 2월 KINX 법인화를 의결하며, 2000년 6월 주식회사 케이아이엔엑스가 설립됐다.

### 1990년대
- 1998년 7월: 한국인터넷연동 문제해결을 위한 ISP사업자모임
- 1998년 9월: 한국인터넷연동협의회 1-4차 운영위원회
- 1999년 1월: 한국인터넷연동협의회 5-7차 운영위원회
- 1999년 6월: KINX(Korea Internet Neutral eXchange) 운영센터 개소

### 2000년대
- 2000년 2월: 한국인터넷연동협의회 제 10차 운영위원회-KINX 법인화 의결
- 2000년 6월: 법인설립-주식회사 케이아이엔엑스
- 2000년 7월: 업무개시-한국인터넷연동협의회 업무이관
- 2000년 9월: 연동센터 창립식 및 확장 오픈식
- 2000년 9월: 유상증자
- 2000년 10월: 부가통신사업자 등록
- 2001년 4월: 네트워크 메인센터 확장 오픈-강남구 도곡동
- 2001년 11월: 중소기업청 벤처기업 등록-기술평가우수기업
- 2002년 2월: 한국IX협의회(KIXA) 창립
- 2002년 11월: 부설 연구소 설립 인가-한국산업기술협회
- 2003년 5월: 대한민국 특허청 상표등록
- 2003년 8월: KRNIC IRR 개발 착수
- 2003년 9월: 야후 IX 연동
- 2004년 7월: 한국전산원 10Gbps 연동
- 2004년 10월: 부총리 겸 교육인적자원부 장관상 및 감사패 수상-EBS 수능강의 유공자
- 2005년 7월: 별정통신사업자 등록
- 2005년 7월: 말레이시아 국영 통신기업 TM(Telekom Malaysia) IX 연동계약 체결
- 2005년 10월: 한국일보 주관 대한민국 전문기업 대상 수상-IX 부문
- 2006년 5월: NHN 연동 계약 체결
- 2006년 7월: 한국인터넷진흥원 eNum 시범서비스 사업 개발주관사 선정
- 2007년 11월: 중소기업청 기술혁신형 중소기업 인증 (INNO-BIZ) 흭득
- 2007년 11월: 기술보증기금 우량 기술기업 선정
- 2007년 12월: 대한민국 정보통신부 제6회 정보보호대상 특별상 수상
- 2008년 1월: 정부통합전산센터 연동 실시(대전1센터, 광주2센터 동시 연동)
- 2008년 2월: kr 네임서버 운영을 위한 MOU 체결-NIDA(한국인터넷진흥원)
- 2009년 3월: 영국 Xconnect사 제휴 VoIP-IX 서비스 개시
- 2009년 6월: 영국 GTB(Global Telecoms Business) 이노베이션 어워드 수상

### 2010년대
- 2010년 1월: 인도네시아 국영 기간 통신사 Telkom Indonesia IX 연동
- 2010년 4월: 마이크로소프트 IX 연동계약 체결
- 2011년 2월: 코스닥 상장
- 2011년 9월: 케이그리드 인수
- 2012년 4월: 본사 확장 이전 (도곡동 군인공제회관 20층)
- 2012년 8월: 나우콤 CDN 사업부 인수
- 2012년 9월: 클라우드 서비스 오픈
- 2013년 2월: 사이버한국외국어대학교 코로케이션 및 운영대행 제공계약 체결
- 2013년 4월: 홍콩 PoP 개설
- 2013년 6월: 글로벌 CDN기업 아카마이 IX 연동계약 체결
- 2013년 7월: 인도네시아 국영 통신기업 Indosat IX 연동계약 체결
- 2013년 8월: 아프리카TV (기업) '모두의밴드' 클라우드 제공계약 체결
- 2014년 1월: 태국 True International Gateway IX 연동계약 체결
- 2014년 3월: 다음커뮤니케이션 연동계약 체결
- 2014년 4월: A2Company 인수
- 2014년 4월: 미국 PoP 개설
- 2014년 6월: 한국인터넷진흥원 IPv6 국제 트랜싯 제공
- 2014년 7월: 한국인터넷진흥원 IPv6 종합지원컨설팅 공식 수행기관 선정
- 2014년 8월: 한국경제TV CDN 서비스 제공계약 체결
- 2014년 9월: 한국콘텐츠진흥원 게임 테스트 서버 구축 및 운영업체 선정
- 2014년 10월: 한국인터넷진흥원 IPv6 CDN 민관협력 사업 참여
- 2014년 12월: 가족친화우수기업 인증 여성가족부 장관 표창 수상
- 2015년 1월: 한국인터넷진흥원 디도스 사이버대피소 운영환경 제공
- 2015년 6월: 디도스방어서비스 K-CLEAN 오픈
- 2015년 8월: 한국교육학술정보원 CDN 서비스 제공계약 체결
- 2015년 8월: 중국향 인터넷 서비스 '차이나 다이렉트 커넥트' 오픈
- 2015년 11월: '정보통신 중소기업 발전 유공자' 미래창조과학부 장관 표창 수상
- 2015년 11월: 클라우드 서비스 확인제도 통과
- 2015년 12월: 제10회 'K-ICT 대한민국 인터넷 대상' 인터넷 비즈니스 부문 특별상 수상
- 2015년 12월: 연구소기업 (주)데브스택 공동설립
- 2016년 1월: AWS 다이렉트 커넥트 로케이션 제공
- 2016년 5월: 한국콘텐츠진흥원 2016년도 문화기술 연구개발 지원사업 선정(문화 콘텐츠-영화 분야, 클라우드 기반 차세대 렌더팜 서비스 시스템 개발)
- 2016년 6월: 한국정보화진흥원과 공공부문 클라우드 스토어 '씨앗' 기본협약 체결
- 2016년 12월: 미래창조과학부 주최 '2016 K-ICT 클라우드 대상' 우수 서비스 기업 선정(미래창조과학부장관상)
- 2017년 2월: 마이크로소프트 Azure ExpressRoute 파트너 선정
- 2017년 9월: 본사 이전 (서초동 강남빌딩 21층)
- 2017년 10월: 일본 PoP 개설
- 2018년 2월: 유럽 ISP 'RETN'과 파트너십 체결
- 2018년 3월: 동영상 관리 솔루션 '미디버스' 오픈
- 2018년 4월: 공동대표 체제 전환(이선영·김지욱)
- 2018년 6월: 일본 전용회선 서비스 오픈
- 2018년 6월: 교육소외 해소 기여 감사패 수상(서울특별시 남부교육지원청)
- 2018년 8월: KDX(KINX 다이렉트 커넥트) 서비스 오픈
- 2018년 10월: 네이버 클라우드 플랫폼(NCP) 클라우드 커넥트 로케이션 제공
- 2018년 11월: 2018 일하기 좋은 중소기업 선정(대한상공회의소)
- 2018년 12월: IBM 다이렉트 링크 서비스 오픈
- 2018년 12월: 2019년 청년친화강소기업 선정(고용노동부)
- 2019년 1월: 텐센트 다이렉트 커넥트 서비스 오픈
- 2019년 8월: 오라클 패스트커넥트 서비스 오픈
- 2019년 12월: 좋은일터 기업 콘텐츠 공모전 장려상 수상(서울산업진흥원)

### 2020년대
- 2020년 1월: 2019 일하기 좋은 SW 전문기업 대상 수상(한국SW산업협회)
- 2020년 3월: 김지욱 단독 대표 체제로 전환
- 2020년 5월: 정보통신사업진흥원 '2020년 중소기업 클라우드 서비스 적용∙확산사업' 공급기업 선정
- 2020년 6월: 구글 클라우드 인터커넥트 서비스 오픈
- 2020년 12월: 일본 앳도쿄(AT TOKYO)와 네트워크 연동
- 2021년 1월: 정보통신사업진흥원 '2021년 중소기업 클라우드 서비스 이용지원 사업' 공급기업 선정
- 2021년 3월: 클라우드 허브 사용자 포털 출시
- 2021년 8월: 본사 이전 (신사동 두원빌딩 7층, 10층)

## 소재지
- 본사: 경기도 과천시 과천대로7나길 34, 4층 (갈현동)
- 도곡 1센터: 서울특별시 강남구 언주로30길 13 대림아크로텔 5층
- 가산 2센터: 서울특별시 금천구 가산디지털1로 189 LG가산디지털센터 3층
- 분당 3센터: 경기도 성남시 분당구 장미로 36 호스트웨이 IDC
- 상암 4센터: 서울특별시 마포구 월드컵북로 424 LG CNS 상암 IT센터